# 蕨戸田市医師会看護専門学校
蕨戸田市医師会看護専門学校（わらびとだしいしかいかんごせんもんがっこう）は、埼玉県戸田市に所在する看護学校。

## 概要
1964年4月に開校。女子のみ。
1985年4月に男女共学化。
2024年4月に入学が最後で2028年3月に閉校。
3年過程を4年間で修了して看護師国家試験が目指されていた。
開校以来5000人の看護師を育成してきた。